# パーフェクト・ワールド
『パーフェクト ワールド』（A Perfect World）は、1993年のアメリカ合衆国のドラマ映画。クリント・イーストウッドが監督、さらにケビン・コスナーと共に主演を務める。8歳の少年を人質にとって逃避行を続ける脱獄囚を描いたロードムービーである。

## ストーリー
1963年秋のアメリカ合衆国テキサス州。刑務所から脱獄したテリーとブッチは、逃走途中に民家へ押し入り、8歳の少年フィリップを人質に逃亡する。しかし、ブッチはフィリップに危害を加えようとしたテリーを射殺し、二人で逃避行を続ける。自らの父がかつて一度だけ寄越したアラスカ州からの絵ハガキを大事に携行していたブッチは、フィリップを連れてアラスカ（パーフェクト ワールド）を目指す。一方、事件を指揮することになった警察署長ガーネットは、州知事の命令で派遣された犯罪心理学者のサリーと共にブッチを追跡する。
途中で車を乗り換えたブッチは洋服店に立ち寄り、フィリップのために新しい服を買うが、そこで警戒中のパトカーに発見されてしまう。ブッチは車でパトカーを大破させて逃亡しようとし、フィリップは『出てこいキャスパー』の変装衣装を手に躊躇いながらも彼と共に逃亡する道を選ぶ。厳格なエホバの証人の信者である母親の影響でハロウィンなどのイベントに参加できなかったフィリップは、ブッチに父親に対するような感情が芽生えていく。同じ頃、ブッチの追跡に失敗したガーネットは応援が到着するまでの間サリーと語り合い、保安官時代にブッチを車泥棒の罪で4年間少年院送りにした理由を聞かれる。ガーネットは、「ブッチの父親が暴力を振るう危険な男であり、少年院にいる方が彼にとって安全だった」と説明する。
畑の中で野宿していたブッチとフィリップは、近隣の農家マックに見付かり、彼の家で一晩過ごすことになる。マックの妻、孫と打ち解けたブッチとフィリップは、ラジオで正体を知ったマックに対して「騒がなければ黙って出て行く」と告げる。ブッチは朝になり約束通り家を出ようとするが、マックが孫に暴力を振るう姿を見て激怒し、彼を殴りつけて銃で脅し「孫に”愛している”と言え」と迫る。ブッチはマック一家を縛り上げマックに危害を加えようとするが、それを止めようとしたフィリップに銃で撃たれ負傷する。ブッチは銃を捨てて飛び出したフィリップを追いかけ、野原の中で彼に追い付く。そこにガーネット率いるテキサス警察とFBIが到着し、周囲を取り囲む。
ガーネットはフィリップを解放するように求め、それに対してブッチは「母親にフィリップをハロウィンに行かせろ」という条件で彼を解放しようとする。現場に到着したフィリップの母親は要求を受け入れ、ブッチはフィリップを解放する。ブッチはその場から逃げようとするが、彼が射殺されることを危惧したフィリップは、二人で警察に投降しようとする。それを見たガーネットは丸腰でブッチの元に向かい、ブッチは別れの品として父親からもらった絵ハガキをフィリップに渡そうとする。しかし、その仕草を「銃を取り出そうとしている」と判断したFBI捜査官が発砲し、ブッチは射殺される。激怒したガーネットとサリーはFBI捜査官を殴りつけ、フィリップは母親に連れられてヘリコプターに乗り込み、ブッチの遺体を悲しげに眺めていた。

## 登場人物
ブッチ・ヘインズ
演 - ケビン・コスナー
脱獄犯。正義感が強く、フィリップとグラディスに理不尽な暴力を振るったテリーを制裁した。ただし脱獄犯という立場から物資が不足しており、窃盗をすることもあった。サラ曰く、8歳で人を初めて殺した。自分の子供時代の体験から子供に暴力をふるう大人を過剰に嫌う。その時の態度はフィリップにさえも（決して暴力をふるわず言葉尻も苛烈ではなかったものの）厳しく、怖がられた。これにより極限状態に陥ったフィリップに発砲され、これらの要因で警察の介入を許し、皮肉にも自分の末路につながってしまった。
フィリップ・ペリー
演 - T・J・ローサー
ブッチとテリーが強盗に入った家で出くわした少年。8歳。素朴な少年だがブッチに付き合う形で軽犯罪をすることもあった。服屋でハロウィンの服を買ったがこれが決め手で一時的ながらも追走を許してしまった。ブッチを慕っているがマック一家に対する凶暴（と思うには十分）な仕打ちを見たことでブッチに発砲してしまう。恐怖から逃げ出したものの、そんな自分を恨まずに許してくれたことで再度慕うようになる。
レッド・ガーネット
演 - クリント・イーストウッド
警察署長。ブッチの素性を知りながらも犯罪者として疑っていたが、最終的にブッチの謝罪を認めて誤解からブッチを射殺したボビーを殴り飛ばした。
テリー・ピュー
演 - キース・ザラバッカ
ブッチと一緒に脱獄した男。ブッチとは最初から反りが合わなかった。フィリップに凶暴な仕打ちをしたことでブッチに射殺される。
サリー・ガーバー
演 - ローラ・ダーン
犯罪心理学者。知事の依頼でガーネットの元にきた。作中でブッチの心理を知るためか、ブッチになりきる演技をした。警察の人間では一番ブッチに理解を示しており、ブッチを包囲した際には交渉のためにブッチに近づいたガーネットを除けば唯一ブッチの行動や仕草に悪意がないのを分かっていた
トム・アドラー
演 - レオ・バーメスター
ガーネットの同僚。基本は真面目だが下品な言葉を言うこともある。中立的な考えの持ち主でブッチが誤解から射殺をされた際には「ブッチが撃たれるような行動だった」と射殺したボビーの行動を認めていた。
グラディス・ペリー
演 - ジェニファー・グリフィン
フィリップの母親。厳格で息子の教育や友人関係に厳しい。ただし息子に向ける愛情は本物でブッチに強盗をされた際には必死に庇う言動をした。後にブッチとフィリップを包囲した際にも真剣に訴え、ブッチのフィリップに関する譲歩も全て受け入れた。
マーク
農家の住民。
ボビー・リー
FBI。
ポーラ
服屋の女性店員。
ルーシー
服屋の女性店員。
ピート
警官。
ラリー
刑務所の職員。
ブラッドリー
追走車の運転手。
ボブ・フィールダー
ブッチ達が道中で出会った家族の父。車は新車で非常に大事にしている。検問を免れるために利用され、車も奪われる。

## キャスト
| 役名                 | 俳優                           | 日本語吹替                                          | 日本語吹替                                            |
| 役名                 | 俳優                           | ソフト版                                            | テレビ東京版                                          |
| -------------------- | ------------------------------ | --------------------------------------------------- | ----------------------------------------------------- |
| ブッチ・ヘインズ     | ケビン・コスナー               | 津嘉山正種                                          | 津嘉山正種                                            |
| レッド・ガーネット   | クリント・イーストウッド       | 山田康雄                                            | 黒沢年雄                                              |
| フィリップ・ペリー   | T・J・ローサー                 | 湯澤真伍                                            | 大谷育江                                              |
| サリー・ガーバー     | ローラ・ダーン                 | 一城みゆ希                                          | 深見梨加                                              |
| テリー・ピュー       | キース・ザラバッカ             | 荒川太朗                                            | 立木文彦                                              |
| トム・アドラー       | レオ・バーメスター             | 筈見純                                              | 円谷文彦                                              |
| ボビー・リー         | ブラッドリー・ウィットフォード | 田中正彦                                            | 中村秀利                                              |
| ブラッドリー         | レイ・マッキノン               | 家中宏                                              | 星野充昭                                              |
| グラディス・ペリー   | ジェニファー・グリフィン       | 野沢由香里                                          | 幸田直子                                              |
| ラリー・ラビングス   | マーク・ヴォーグス             | 小室正幸                                            | 小室正幸                                              |
| ポール・サンダース   | ブルース・マッギル             | 峰恵研                                              | 仲野裕                                                |
| ルーシー             | ルーシー・リー・フリッピン     | 金野恵子                                            | 弘中くみ子                                            |
| ピート保安官         | ギル・グラスゴー               | 長島雄一                                            |                                                       |
| 知事                 | デニス・レッツ                 | 幹本雄之                                            |                                                       |
| ボブ・フィールダー   | ジョン・M・ジャクソン          | 小室正幸                                            |                                                       |
| ボブの妻             | コニー・クーパー               | 金野恵子                                            |                                                       |
| アイリーン           | リンダ・ハート                 | さとうあい                                          |                                                       |
| マック               | ウェイン・デハート             | 水野龍司                                            | 辻親八                                                |
| ロッティ             | メアリー・アリス               | 火野カチコ                                          | 片岡富枝                                              |
| トム・ヘンドリックス | ウッディ・ワトソン             | 幹本雄之                                            | 小室正幸                                              |
| その他               | N/A                            | 小形満 中博史 飯野翔太 中澤早紀 橋本ありす 大島一貴 | 塚田正昭 大川透 田原アルノ 小形満 吉田美保 棚田恵美子 |
| 日本語版制作スタッフ |                                |                                                     |                                                       |
| 演出                 | 演出                           | 蕨南勝之                                            | 戸田清二郎                                            |
| 翻訳                 | 翻訳                           | 岸田恵子                                            | 佐藤恵子                                              |
| 調整                 | 調整                           |                                                     | 荒井孝                                                |
| 音響効果             | 音響効果                       | 相原正之 中西真澄                                   | サウンドボックス                                      |
| 担当                 | 担当                           |                                                     | 河越美帆 津田剛士                                     |
| プロデューサー       | プロデューサー                 | 小川政弘 貴島久祐子                                 | 中村公彦 平山大吾                                     |
| 制作                 | 制作                           | ワーナー・ホーム・ビデオ プロセンスタジオ           | テレビ東京 東北新社                                   |
| 解説                 | 解説                           | N/A                                                 | 木村奈保子                                            |
| 初回放送             | 初回放送                       | N/A                                                 | 1996年10月10日 『木曜洋画劇場』                       |

## 作品の評価
Rotten Tomatoesによれば、批評家の一致した見解は「定型的なタッチはいくつかあるにもかかわらず、クリント・イーストウッドの忘れられない多義的な犯罪ドラマは、知的で気骨があり、ケビン・コスナーが逃走中の脱獄囚を見事に演じている」であり、33件の評論のうち高評価は79%にあたる26件で、平均点は10点満点中7.21点となっている。
Metacriticによれば、24件の評論のうち、高評価は17件、賛否混在は7件、低評価はなく、平均点は100点満点中71点となっている。